# Алтинсарін Ібрай
Ібра́й (Ибра́й) Алтинсарі́н (каз. Ыбырай Алтынсарин, рос. Ибрай Алтынсарин; *20 жовтня (1 листопада) 1841, Аракарагайська волость, Миколаївський повіт, Тургайська область, тепер у Костанайській обл. Казахстану — †17 (29) липня 1889, Миколаївський повіт, Тургайська область, тепер у Костанайській обл. Казахстану) — казахський педагог-просвітитель, письменник, етнограф.

## Біографічні відомості
Освіту здобув у Оренбурзькій російській школі.
У 1860—69 працював у Тургаї вчителем російсько-казахської, школи, в 1879—89 — інспектором казахських шкіл.
Алтинсарін — послідовник К. Д. Ушинського. Розробив проєкт шкільної освіти для казахів. Його зусиллями відкрито ряд шкіл з казахською мовою викладання, у тому числі жіночих.
На основі російської графіки Алтинсарін склав проєкт казахського алфавіту, перекладав казахською мовою твори О.Пушкіна, М.Лєрмонтова, Л.Толстого, М.Чернишевського, І.Крилова тощо.
В освітній діяльності Алтинсарін боровся за просвітництво казахів, викривав російське самодержавство і мракобісся.

## Твори
З педагогічних творів Алтинсаріна відомі:
- «Початкове керівництво для навчання киргизів російської мови» (1879)
- «Киргизька хрестоматія» (1879) та ін.